# Bintulu (stad)
Bintulu is een stad en gemeente (lembaga kemajuan; development board) in de Maleisische deelstaat Sarawak.

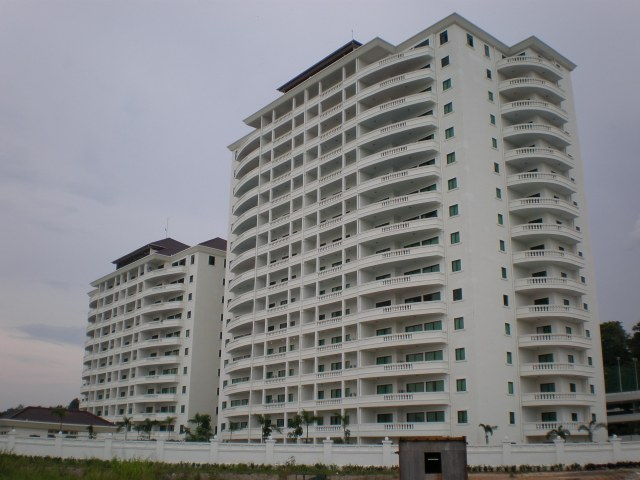
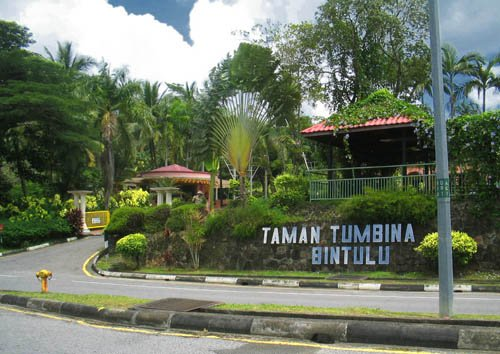
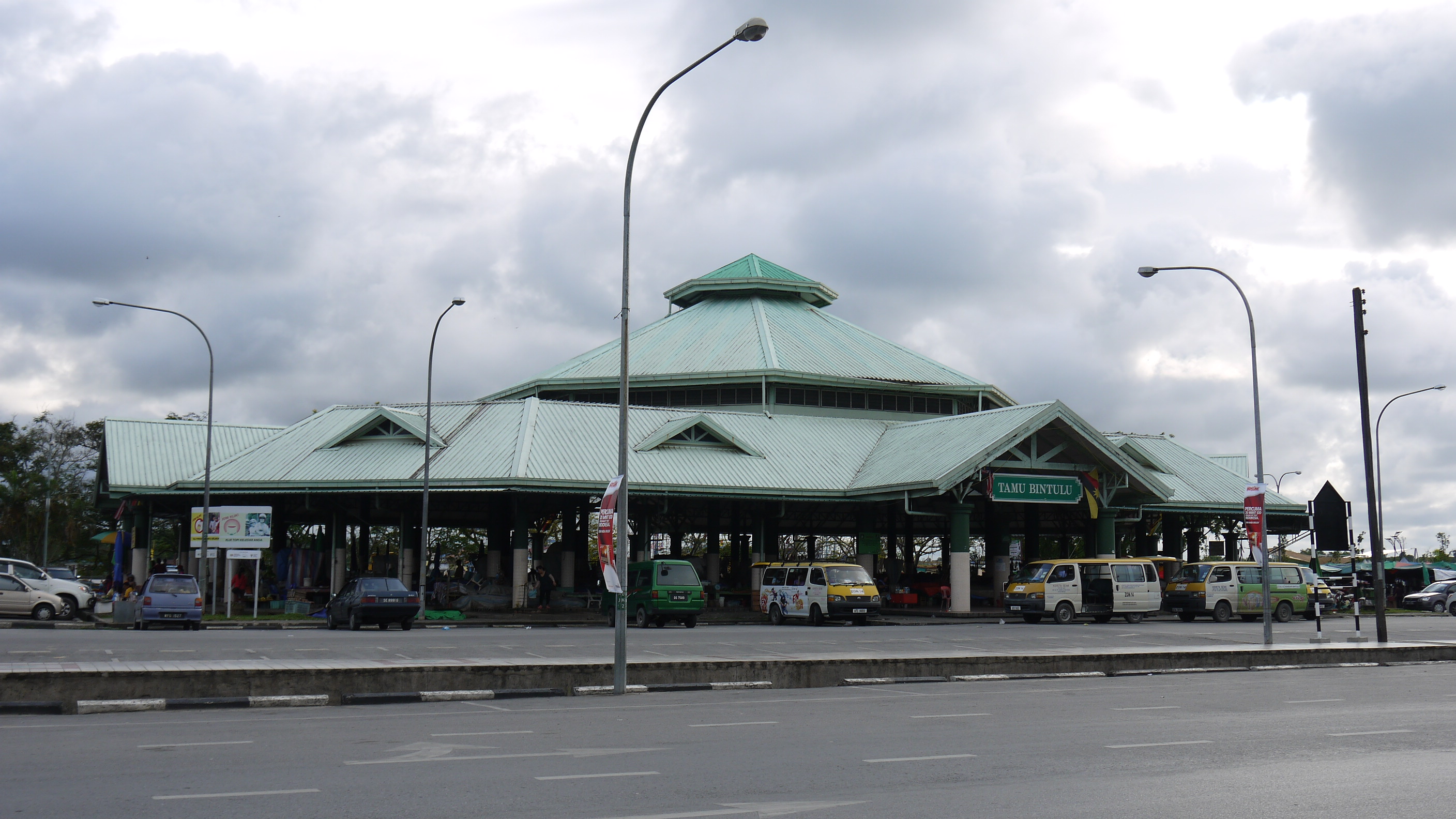
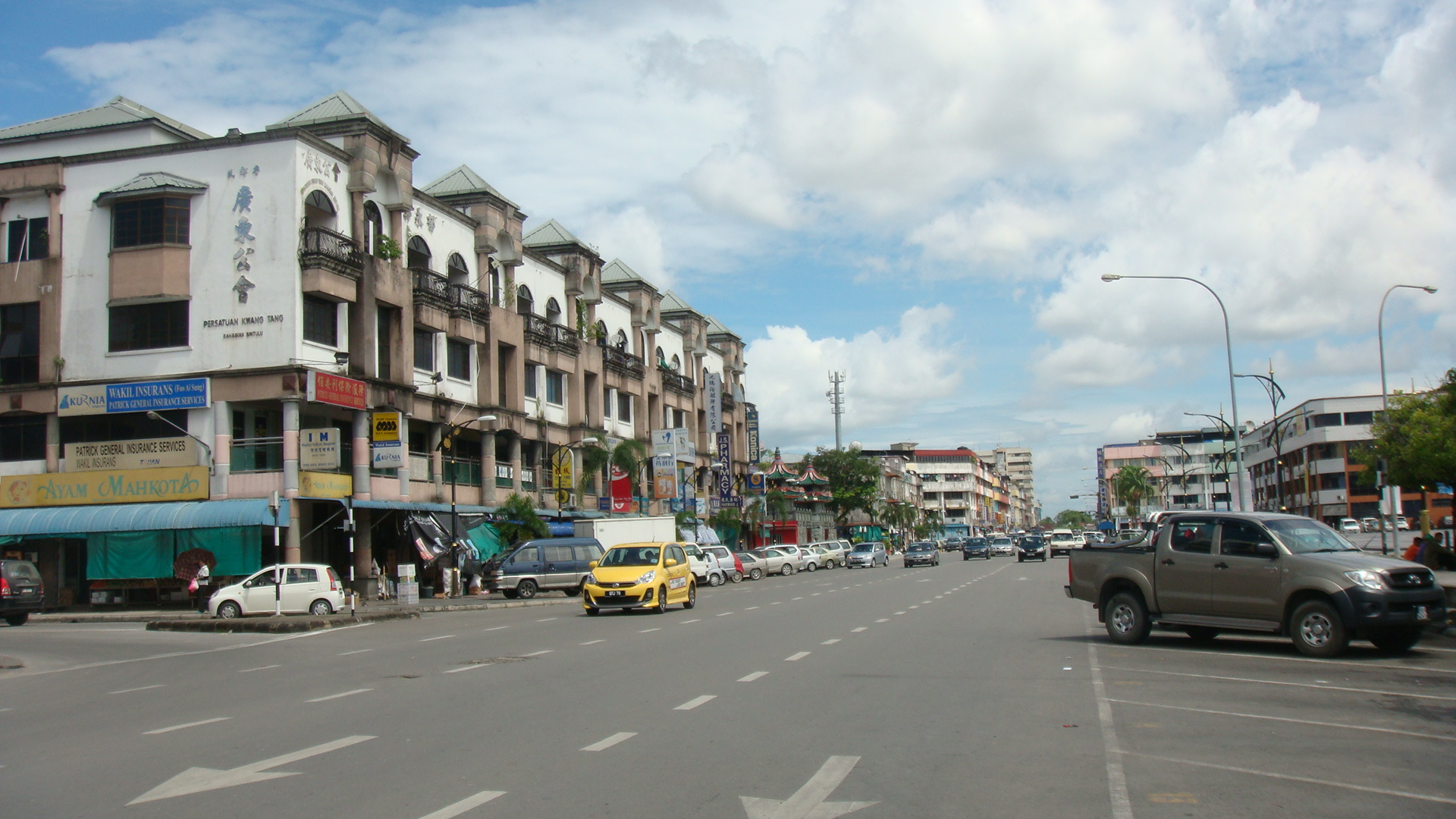
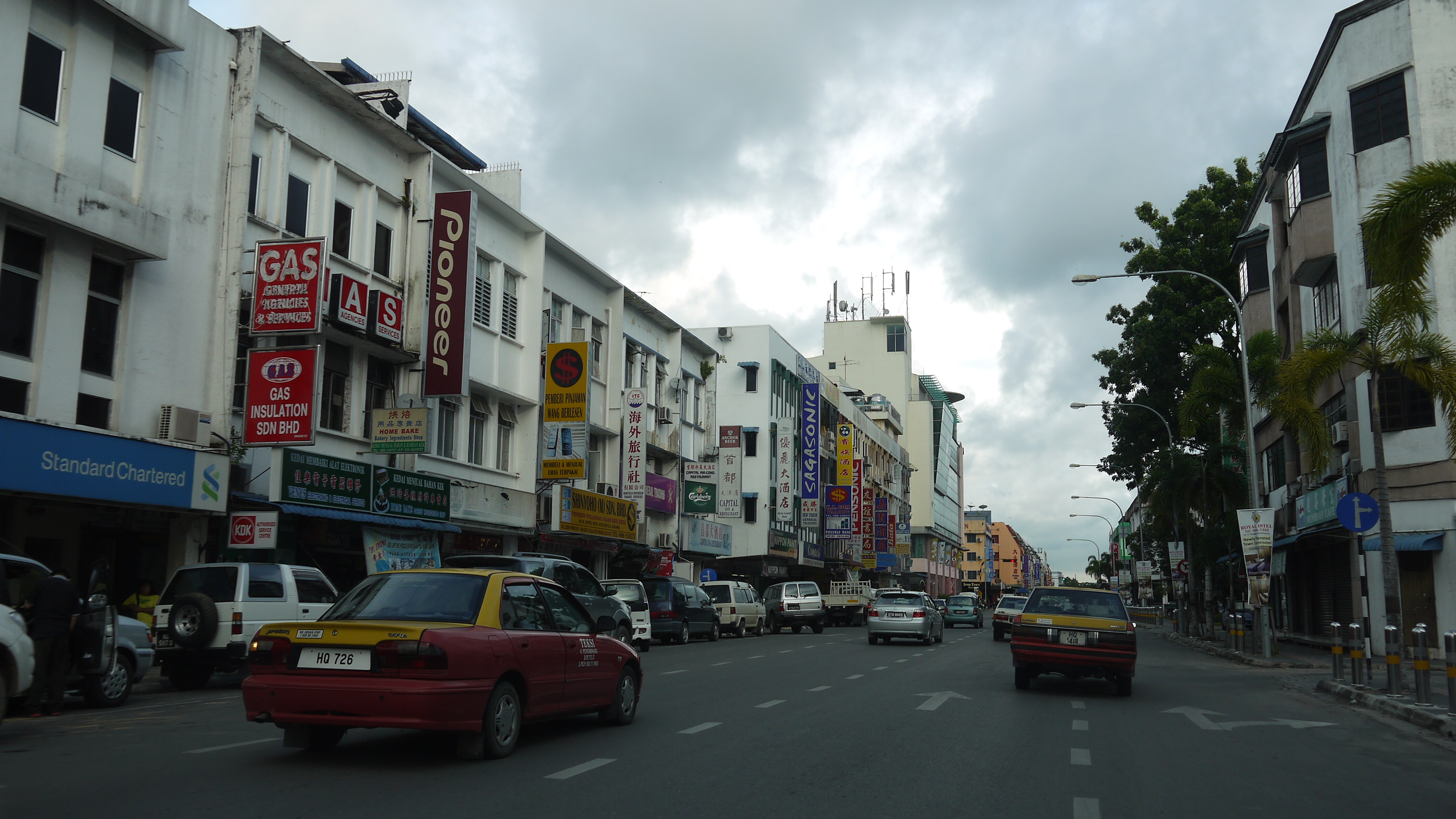

De gemeente telt 213.000 inwoners.